# العلاقات الجامايكية الكوستاريكية
العلاقات الجامايكية الكوستاريكية هي العلاقات الثنائية التي تجمع بين جامايكا وكوستاريكا.

## مقارنة بين البلدين
هذه مقارنة عامة ومرجعية للدولتين:
| وجه المقارنة                                              | جامايكا       | كوستاريكا                                 |
| --------------------------------------------------------- | ------------- | ----------------------------------------- |
| المساحة (كم2)                                             | 10.99 ألف     | 51.10 ألف                                 |
| عدد السكان (نسمة)                                         | 2.95 مليون    | 4.91 مليون                                |
| الكثافة السكانية (ن./كم²)                                 | 268.43        | 96.09                                     |
| العاصمة                                                   | كينغستون      | سان خوسيه                                 |
| اللغة الرسمية                                             | لغة إنجليزية  | اللغة الإسبانية                           |
| العملة                                                    | دولار جامايكي | كولون كوستاريكي                           |
| الناتج المحلي الإجمالي (بليون دولار)                      | 14.77 مليار   | 57.06 مليار                               |
| الناتج المحلي الإجمالي (تعادل القوة الشرائية) بليون دولار | 24.79 مليار   | 74.98 مليار                               |
| الناتج المحلي الإجمالي الاسمي للفرد دولار أمريكي          | 5.23 ألف      | 11.26 ألف                                 |
| الناتج المحلي الإجمالي للفرد دولار أمريكي                 | 8.88 ألف      | 14.92 ألف                                 |
| مؤشر التنمية البشرية                                      | 0.719         | 0.766                                     |
| رمز المكالمات الدولي                                      | +1876         | +506                                      |
| رمز الإنترنت                                              | .jm           | .cr، قائمة نطاقات المستوى الأعلى للإنترنت |
| المنطقة الزمنية                                           | 00            | 00                                        |

## منظمات دولية مشتركة
يشترك البلدان في عضوية مجموعة من المنظمات الدولية، منها:
| علم المنظمة | اسم المنظمة                                                          | تاريخ انضمام جامايكا | تاريخ انضمام كوستاريكا |
| ----------- | -------------------------------------------------------------------- | -------------------- | ---------------------- |
|             | وكالة حظر الأسلحة النووية في أمريكا اللاتينية ومنطقة البحر الكاريبي ‏ | ?                    | ?                      |
|             | الاتحاد البريدي العالمي                                              | ?                    | ?                      |
|             | يونسكو                                                               | 7 نوفمبر 1962        | 19 مايو 1950           |
|             | البنك الدولي للإنشاء والتعمير                                        | 21 فبراير 1963       | 8 يناير 1946           |
|             | منظمة التجارة العالمية                                               | ?                    | ?                      |
|             | وكالة ضمان الاستثمار متعدد الأطراف                                   | 12 أبريل 1988        | 8 فبراير 1994          |
|             | الاتحاد الدولي للاتصالات                                             | 18 فبراير 1963       | 13 سبتمبر 1932         |
|             | منظمة الشرطة الجنائية الدولية                                        | ?                    | ?                      |
|             | مؤسسة التمويل الدولية                                                | 31 مارس 1964         | 20 يوليو 1956          |
|             | الأمم المتحدة                                                        | 18 سبتمبر 1962       | 2 نوفمبر 1945          |
|             | منظمة حظر الأسلحة الكيميائية                                         | ?                    | ?                      |
|             | المركز الدولي لتسوية المنازعات الاستشارية                            | 14 أكتوبر 1966       | 27 مايو 1993           |

## وصلات خارجية
- موقع وزارة الخارجية الجامايكية
- موقع وزارة الخارجية الكوستاريكية